# Gare de Fanipal
La gare de Fanipal (Фа'ніпальскі вакза'л en cyrillique biélorusse ou Фа'нипольский вокза'л en cyrillique russe) est une gare ferroviaire à Fanipal, en Biélorussie.

## Histoire
La station est construite en 1870 comme un point d'arrêt. Puis, en 1871, le point d'arrêt devient la station de To'karevskaya, nommée en l'honneur de Tokarev, gouverneur de Minsk et fondateur du chemin de fer de Brest-Moscou. Le 9 août 1876, la gare devient Fanipol. En 2008, environ 150 trains de marchandises et de passagers traversent chaque jour la gare de Fanipol.